# Musza
Musza (lit. Mūša, łot. Mūsa) – rzeka w północnej części Litwy i na Łotwie. Długość – 164 km, powierzchnia zlewni – 5318 km². 
Swoje źródła bierze kilkanaście km na południe od Żagorów. Płynie w kierunku południowo-wschodnim i łączy się z Daugyvenė, po czym kieruje się na wschód, przepływając niedaleko Johaniszkiele i Poswolu. Po przyjęciu dopływu Lėvuo, skręca na północ; 6 km płynie litewsko-łotewską granicą, zaś 18 km już na łotewskim terytorium. Nieopodal Bauska, łączy się z rzeką Niemenek (Nemunėlis) tworząc rzekę Lelupa. W widłach Muszy i Niemenka znajduje się Zamek Bowski.
Główne dopływy (wszystkie prawe) to: Vilkvedis, Voverkis, Kulpė, Kruoja, Daugyvenė, Mažupė, Lėvuo, Pyvesa, Viekšmuo, Tatula, Čeriaukštė.